# Washington Monument State Park
Le Washington Monument, situé dans le  comté de Washington (Maryland), à l'est des États-Unis, rend hommage au premier président américain George Washington. Il se trouve dans le Washington Monument State Park, à quelques kilomètres à l'est de la ville de Boonsboro, et près du Monument Knob (470 m) dans les South Mountain. Le Washington Monument fut érigé en 1827 et fut donc le premier monument construit à la mémoire de George Washington.

## Autres monuments dédiés à George Washington
- Washington Monument - Washington D.C.
- Baltimore Washington Monument - Baltimore (Maryland)
- George Washington Masonic National Memorial - Alexandria (Virginie)